# Luís de Barros
Luiz Guilherme Teixeira de Barros, mais conhecido apenas como Luiz de Barros (Rio de Janeiro, 12 de setembro de 1893 – Rio de Janeiro, 3 de dezembro de 1982), foi um cineasta, roteirista, editor, produtor, ator, dramaturgo e diretor teatral brasileiro. Barros é considerado o diretor brasileiro que mais dirigiu filmes na história, sendo conhecido por produzi-los em um curto período de tempo. Entre seus filmes mais conhecidos estão Augusto Aníbal Quer Casar, Hei de Vencer, Acabaram-se os Otários, O Jovem Tataravô, O Samba da Vida, Maridinho de Luxo, Berlim na Batucada, O Cortiço, Caídos do Céu e Anjo do Lodo.
Barros dirigiu, roteirizou, montou e produziu mais de 250 filmes, sendo 105 longas-metragens e 160 curtas-metragens. Infelizmente, por causa da má preservação de filmes no Brasil, a maioria acabou se perdendo, sobrando apenas fragmentos ou poucas fotografias sobreviventes. Apenas cerca de 35 de suas obras foram recuperadas por completo. Em sua longa carreira cinematográfica, Barros foi um dos mais prolíficos cineastas brasileiros, por ter realizado filmes de comédia, carnavalescos, musicais e adaptações de obras literárias e teatrais.

## Biografia
Luiz Guilherme Teixeira de Barros nasceu em 12 de setembro de 1893, no bairro do Catete, no Rio de Janeiro.
Seu primeiro filme foi A Viuvinha de 1916, em que além de dirigir, também fez o papel principal. Quando o filme foi finalizado, Barros convidou alguns amigos para assistirem. Ele fez uma fogueira no meio do jardim de sua casa, e ao anunciar que iria dar início, ele atirou o filme no fogo.
No mesmo ano também dirigiu o filme Perdida, filme esse que foi a estreia de Leopoldo Fróes no Cinema.
Estudou Direito no Brasil e artes plásticas na Europa. Fez estágio nos estúdios da Gaumont na França, e lá descobriu o playback: os atores representavam seus papéis em frente às câmeras, enquanto um gramofone reproduzia o som de suas falas gravadas previamente. Dirigiu o primeiro filme sonoro brasileiro, Acabaram-se os otários (1929), considerado o primeiro filme de chanchada nacional.
Escreveu os roteiros de : Ele, Ela, Quem? (1980); Vagabundos no Society (1962); É Pra Casar? (1953); Inocência (1949) O Cortiço (1945); Berlim na Batucada (1944); Maridinho de Luxo (1938); e Perdida (1916).
Em 1978 lançou o livro "Minhas memórias de cineasta", pela editora Artenova, em convênio com a Embrafilme, organizado pelo crítico e cineasta Alex Viany.

## Filmografia

### Longas-metragens
- 1980 - Ele, Ela, Quem?
- 1962 - Vagabundos no Society
- 1961 - Por Um Céu de Liberdade
- 1959 - Aí Vêm os Cadetes
- 1957 - Tudo é Música
- 1957 - Um Pirata do Outro Mundo
- 1956 - O Negócio Foi Assim
- 1956 - Quem Sabe...Sabe!
- 1956 - Samba na Vila
- 1955 - Trabalhou Bem, Genival
- 1954 - Malandros em Quarta Dimensão
- 1953 - Com a Mão na Massa
- 1953 - É Pra Casar?
- 1952 - Era uma Vez um Vagabundo
- 1952 - Está com Tudo
- 1952 - O Rei do Samba
- 1951 - Aguenta Firme, Isidoro
- 1951 - Anjo do Lodo
- 1949 - inocência
- 1949 - Eu Quero é Movimento
- 1949 - Pra Lá de Boa
- 1948 - Fogo na Canjica
- 1948 - Esta é Fina
- 1947 - O Malandro e a Grã-fina
- 1946 - Caídos do Céu
- 1946 - O Cavalo 13
- 1945 - O Cortiço
- 1945 - Pif-Paf
- 1944 - Corações Sem Piloto
- 1944 - Berlim na Batucada
- 1943 - Samba em Berlim
- 1941 - A Sedução do Garimpo
- 1941 - Entra na Farra
- 1940 - Cisne branco
- 1940 - E o Circo Chegou
- 1938 - Maridinho de Luxo
- 1938 - Tererê Não Resolve
- 1937 - O Samba da Vida
- 1936 - O Jovem Tataravô
- 1936 - Carioca Maravilhosa
- 1931 - Alvorada da Glória
- 1930 - Canções Brasileiras
- 1930 - Messalina
- 1930 - O Babão
- 1929 - Acabaram-se os Otários
- 1929 - Uma Encrenca no Olimpo
- 1928 - Operação Cesariana (documentário)
- 1928 - Operação de Estômago (documentário)
- 1926 - Depravação
- 1924 - Hei de Vencer
- 1923 - A Capital Federal
- 1923 - Augusto Aníbal Quer Casar
- 1922 - Sacadura Cabral e Gago Coutinho no Rio de Janeiro
- 1922 - O Cavaleiro Negro
- 1922 - O Rio Grande do Sul
- 1920 - Aventuras de Gregório
- 1920 - A Joia Maldita
- 1920 - Coração de Gaúcho
- 1919 - Ubirajara
- 1919 - Alma Sertaneja
- 1918 - A Derrocada
- 1918 - Zero-Treze
- 1916 - Vivo ou Morto
- 1916 - Perdida
- 1916 - A Viuvinha

### Curtas-metragens
- 1939 - Favela
- 1931 - Sobe o Armário
- 1931 - Tango do Amor
- 1931 - Tom Bill Brigou com a Namorada
- 1930 - Lua-de-Mel
- 1930 - Minha Mulher Me Deixou
- 1929 - O Amor Não Traz Vantagens
- 1929 - Casa de Caboclo
- 1929 - Como Se Gosta
- 1929 - A Juriti
- 1929 - Baianinha
- 1929 - Feijoada
- 1929 - O Palhaço
- 1924 - A Revolução de 1924
- 1924 - Vocação Irresistível
- 1922 - O Exército Brasileiro